# Walter Henry Rothwell
Walter Henry Rothwell (* 22. September 1872 in London; † 12. März 1927 in Santa Monica) war ein englischer Dirigent.
Rothwell studierte Klavier und Dirigieren in Wien und war Korrepetitor an der Wiener Hofoper, bevor er Assistent von Gustav Mahler in Hamburg wurde. Er wirkte dann an den Opernhäusern von Frankfurt und Amsterdam. In den USA trat er 1905 erstmals als Dirigent auf.
Einige Jahre später übernahm er die Leitung des St. Paul Symphony Orchestra. Nach dessen Auflösung ging er nach New York. 1919 wurde er der erste Dirigent des neu gegründeten Los Angeles Philharmonic Orchestra, das er bis zu seinem Tode leitete.